# 콧부스구

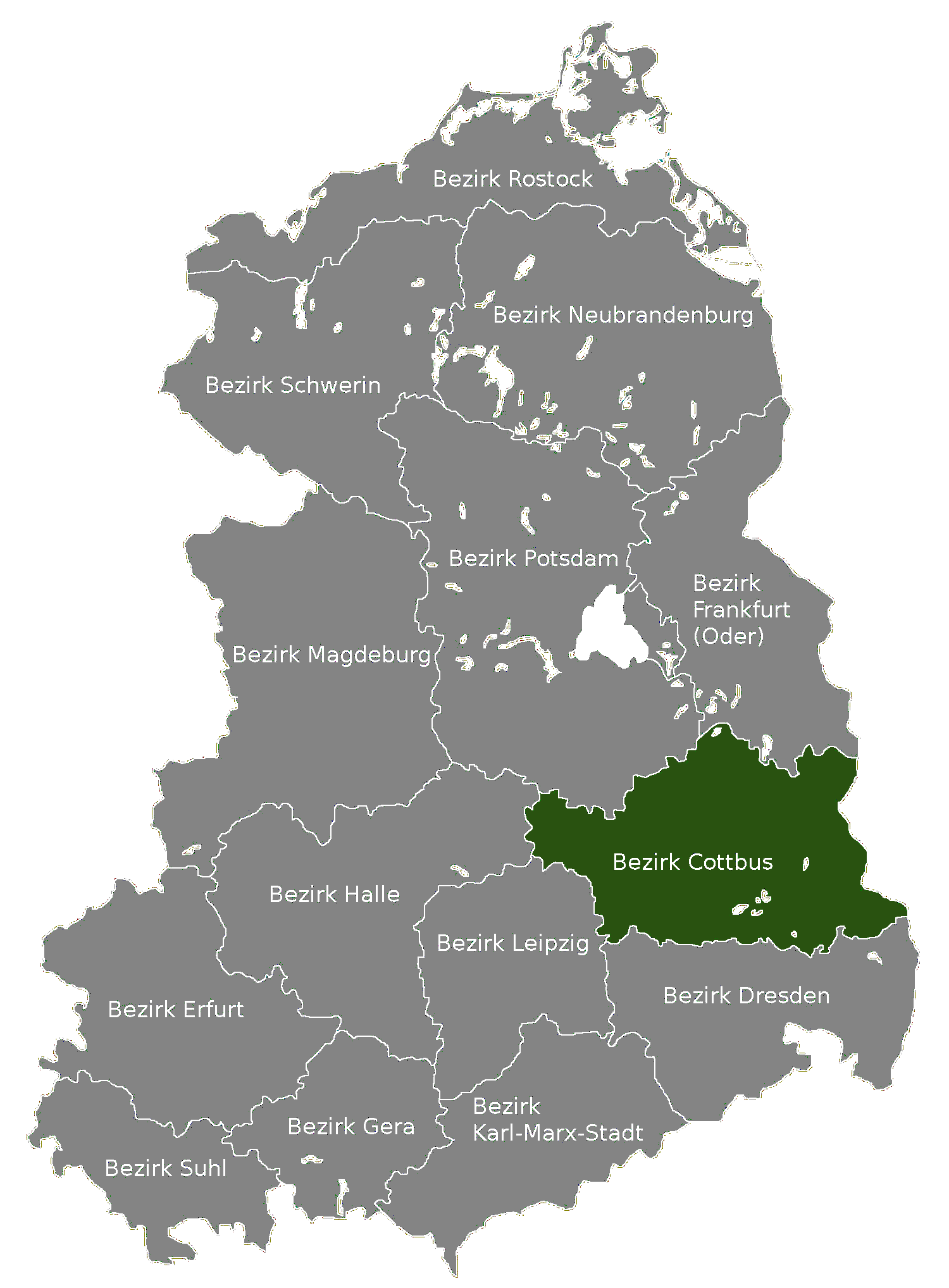
콧부스 구의 위치

콧부스구(독일어: Bezirk Cottbus)는 과거 동독(독일 민주 공화국)에 존재했던 14개 구 가운데 하나로 구청 소재지는 콧부스였다.

## 행정 구역 정보
- 구청 소재지: 콧부스
- 면적: 8,262km2
- 인구: 884,700명 (1989년 당시 기준)
- 인구 밀도: 110명/km2
- 차량 번호판 코드: Z
- 하위 행정 구역: 14개 군, 1개 시

## 역사
1952년 7월 25일에 시행된 행정 구역 개편 당시에 폐지된 주를 대신하여 신설된 14개 구 가운데 하나였다. 1990년 동서독 통일 당시에 호이에르스베르다를 제외한 지역이 브란덴부르크 주에 편입되었다.

## 지리
동독 남동부에 위치한 구였으며 동쪽으로는 폴란드와 국경을 접하고 있었다. 북쪽으로는 프랑크푸르트 구와 포츠담 구, 서쪽으로는 할레 구와 라이프치히 구, 남쪽으로는 드레스덴 구와 접하고 있었다.

### 하위 행정 구역
- 14개 군(Landkreise): 바트리벤베르다 군(Bad Liebenwerda), 칼라우 군(Calau), 콧부스란트 군(Cottbus-Land), 핀스터발데 군(Finsterwalde), 포르스트 군(Forst), 구벤 군(Guben), 헤르츠베르크 군(Herzberg), 호이에르스베르다 군(Hoyerswerda), 예센 군(Jessen), 루카우 군(Luckau), 뤼벤 군(Lübben), 젠프텐베르크 군(Senftenberg), 슈프렘베르크 군(Spremberg), 바이스바서 군(Weißwasser)
- 1개 시(Stadtkreise): 콧부스 시(Cottbus)